# 裕民財務
裕民財務（Bumiputra Malaysia Finance，馬來西亞當地稱為「土著金融」，簡稱BMF）是馬來西亞國營裕民銀行於香港的附屬公司。以涉及佳寧案而聞名，令裕民銀行有巨額損失。

## 佳寧案
在馬來西亞新經濟政策之下，裕民銀行（馬來西亞當地稱為「土著銀行」）於1977在香港開設裕民財務。原本打算開設銀行分支，結果因不符合香港法例要求，所以成為財務公司。1979年秘密貸款給陳松青為首的佳寧集團購入金門大廈，加上地產市道達到頂峯，令佳寧突然大幅擴展。因外界認為佳寧資金來源不明，佳寧利用這一筆錢，運用財技做出一連串騙案，大量收購。後來地產市道急轉直下，裕民財務再貸款给佳寧作掩飾。1983年經濟不景，最後沽出所有佳寧股票，事件曝光。佳寧被清盤。
雖然此事件令馬來西亞裕民銀行有巨額損失，但只有香港及倫敦積極調查，馬來西亞國內並沒有人因此被檢控。裕民銀行幾乎沒有監管裕民財務批出大額款項給陳松青相關的公司。有可能涉及國內高層貪污。另一原因是馬來人視之為國恥而無面對，因為裕民銀行是馬來人（土著）開設的銀行，用來對抗善於經濟的華人。